# El detectiu Conan: El mag del cel platejat
El detectiu Conan: El mag del cel platejat (名探偵コナン 銀翼の奇術師 Meitantei Konan: Ginyoku no Kijutsushi) és la vuitena pel·lícula basada en la sèrie Detectiu Conan. Es va estrenar el 14 d'abril del 2004 al Japó i a Catalunya el 7 de març del 2010.

## Argument
En aquesta ocasió, una famosa actriu demana ajuda a en Kogoro Mouri per atrapar en Kaito Kid, ja que ha rebut una carta amenaçadora dient que robaria la joia del destí. L'aventura passarà en un vol amb avió de Tòquio a Hakodate, en el qual mataran l'actriu per enverinament i en Conan trobarà de seguida l'assassí. Però, resulta que el pilot i el copilot també s'han enverinat i estan inconscients. En Kaito Kid disfressat d'un dels passatgers es posa de pilot i amb l'ajuda d'en Conan miren d'aterrar. Tot sembla anar bé, però un llamp cau a l'avió i espatlla un dels motors i el pilot automàtic, i a més gairebé no els queda combustible. La pista d'aterratge s'incendia i hauran de buscar un altre lloc on puguin aterrar en menys de 10 minuts. Al final algú els salvarà misteriosament.

## Música
El tema musical principal d'aquesta pel·lícula és "Dream x Dream", de la cantant japonesa Rina Aiuchi.

## Curiositats
- En Kaito Kid es disfressa de Shinichi, i apareix davant d'en Conan.
- És la segona pel·lícula en què surt en Kaito Kid.
- La pel·lícula ha recaptat quasi 2.800 milions de iens, o aproximadament 19 milions d'euros.

## Doblatge
- Estudi Doblatge: AUDIOCLIP S.A.
- Direcció: Teresa Manresa.
- Traducció: Marina Bornas.
- Repartiment:

| Personatge                    | veu catalana       | veu japonesa       |
| ----------------------------- | ------------------ | ------------------ |
| Shinichi Kudo                 | ÓSCAR MUÑOZ        | Kappei Yamaguchi   |
| Conan Edogawa                 | JOËL MULACHS       | MINAMI TAKAYAMA    |
| Ran Mouri                     | NÚRIA TRIFOL       | WAKANA YAMAZAKI    |
| Kogoro Mouri                  | JORDI ROYO         | AKIRA KAMIYA       |
| Dr. Hiroshi Agasa             | FÈLIX BENITO       | KENICHI OGATA      |
| Inspector Juuzou Megure       | RAMON CANALS       | FÛRIN CHA          |
| Genta Kojima                  | MIQUEL BONET       | WATARU TAKAGI      |
| Mitsuhiko Tsuburaya           | ELISABET BARGALLÓ  | IKUE OOTANI        |
| Ayumi Yoshida                 | BERTA CORTÉS       | YUKIKO IWAI        |
| Ai Haibara                    | ROSER ALDABÓ       | MEGUMI HAYASHIBARA |
| Sonoko Suzuki                 | EVA LLUCH          | NAOKO MATSUI       |
| Inspector Ninzaburo Shiratori | JORDI SALAS        | KANETO SHIOZAWA    |
| Kaito Kid                     | CLAUDI DOMINGO     | KAPPEI YAMAGUCHI   |
| Eri Kisaki                    | TERESA MANRESA     | GARA TAKASHIMA     |
| Juri Maki                     | MARIA JOSEP GUASCH | Keiko Toda         |
| Masayo Yaguchi                | MERITXELL RIBERA   | Aya Hisakawa       |
| Natsuki Sakai                 | MARTA ULLOD        | Kyoko Hikami       |
| Bunjiro Narusawa              | (DESCONEGUT)       | Katsuji Mori       |
| Tanko Tajima                  | MAR ROCA           | Saeko Shimazu      |
| Isao Shinjo                   | MARCEL NAVARRO     | Shinichiro Miki    |
| Toru Ban                      | JORDI SALAS        | Hidekatsu Shibata  |
| Inspector Nakamori            | DAVID CORSELLAS    | Unsho Ishizuka     |
| Hostessa de Vol               | LARA ULLOD         | (VEU)              |
| Comandant Shimaoka            | JORDI VARELA       | Masahi Sugawara    |